# Diócesis de Leighlin
La diócesis de Leighlin (en inglés: Dioecesis Leighliensis, en inglés: Diocese of Leighlin y en irlandés: Deoise Leithghlinne) fue una circunscripción eclesiástica de la Iglesia católica en Irlanda. Se trataba de una diócesis latina, sufragánea de la arquidiócesis de Dublín. Fue suprimida el 22 de diciembre de 1733 al fusionarse con la diócesis de Kildare y formar la diócesis de Kildare y Leighlin.

## Territorio y organización
La diócesis extendía su jurisdicción sobre los fieles católicos de rito latino residentes en parte de la provincia de Leinster.
La sede de la diócesis se encontraba en la localidad de Old Leighlin, en donde se halla la Catedral de San Laserian, que desde la Reforma protestante en el siglo XVI pertenece a la Iglesia de Irlanda.

## Historia
La diócesis tiene su origen en el monasterio fundado alrededor del año 600 por san Goban, en el condado de Carlow, que, pocos años después de su fundación, dejó a su hermano san Laisren (Laserian o Molaise) para retirarse a una vida eremítica. Laserian fue enviado a Roma en 631/632 como delegado del sínodo irlandés de Leighlin y fue ordenado obispo allí por el papa Honorio I. El sínodo adoptó la fecha de Pascua utilizada en la Iglesia de Roma para toda la Iglesia irlandesa. Según Edward O'Leary, las prerrogativas episcopales abadía nullius de Slebte pasaron en el siglo VII a los abades de Leighlin.
El monasterio de Leighlin, que en su apogeo llegó a tener hasta 1500 monjes, era el centro en torno al cual giraba la vida religiosa de la zona, y sus abades ejercían funciones episcopales, según las tradiciones vigentes en el primer milenio en la Iglesia irlandesa.
Con motivo de la reorganización de la Iglesia irlandesa sobre el modelo de la continental, en el Sínodo de Ráth Breasail de 1111 Leighlin se convirtió en una de las 12 diócesis pertenecientes a la provincia eclesiástica de Cashel. Su primer obispo "diocesano" fue Condla O'Flann, quien murió en 1113. El territorio también incluía la parte sur del territorio de Dublín y Glendalough en el condado de Kildare.
En el Sínodo de Kells en 1152, las provincias eclesiásticas irlandesas fueron revisadas y Leighlin pasó a formar parte de la provincia eclesiástica de Dublín. El obispo Dungall O'Kelly emprendió la construcción de la catedral de piedra, de estilo gótico, en la segunda mitad del siglo XII, para sustituir a la primitiva iglesia de madera.
Harlewin (1201-1216/1217) fue el primer obispo normando de Leighlin; todos sus sucesores hasta el siglo XIV fueron normandos o descendientes de familias normandas, y sólo a partir del siglo XV comenzaron a aparecer nombres de obispos irlandeses. En una carta del papa Inocencio III de 1198 se menciona por primera vez el cabildo de canónigos de la catedral.
A mediados del siglo XIV, dos obispos de Leighlin, Guillermo de Saint-Léger (muerto en 1348) y Juan (muerto en 1361) murieron en la corte de Aviñón. En 1414 el obispo Richard Rocomb no pudo residir en su diócesis debido a la revuelta de los irlandeses contra los ingleses, y desempeñó el cargo de obispo auxiliar en las diócesis inglesas de Exeter y de Salisbury. A lo largo del siglo XIV las tensiones entre irlandeses e ingleses dificultaron la vida y el trabajo de los obispos de Leighlin, todos de origen inglés.
Con la imposición del cisma anglicano el obispo Matthew Sanders firmó el Acta de Supremacía a principios de 1539 y se volvió un obispo cismático anglicano. La Santa Sede nombró en su lugar a Thomas Leverus en 1541, pero no pudo tomar posesión de la sede que siguió en manos de Sanders hasta su fallecimiento el 24 de diciembre de 1549. El 5 de agosto de 1550 el rey protestante Eduardo VI de Inglaterra nombró obispo anglicano a Robert Travers, quien en 1554 fue destituido por la reina católica María I de Inglaterra por haber contraido matrimonio. En su lugar Thomas Offilay fue nombrado como obispo católico el 27 de marzo de 1555. La reina protestante Isabel I de Inglaterra, con otra Acta de Supremacía del 8 de mayo de 1559 rompió definitivamente con la Santa Sede, aunque el obispo Offilay continuó en el cargo hasta su muerte en 1566 o 1567. En este período la Iglesia católica perdió todas sus propiedades y sus iglesias, incluida la catedral, que pasó a manos de los obispos anglicanos de Leighlin. La sucesión anglicana de la diócesis de Leighlin continuó en paralelo con la católica hasta que en 1597 se unió con la diócesis de Ferns formando la diócesis de Ferns y Leighlin de la Iglesia de Irlanda, que continúa hasta hoy.
La Santa Sede confió la diócesis a los vicarios apostólicos. Sin embargo, en 1642 se nombró un nuevo obispo, Edmund Dempsey, quien, sin embargo, no pudo residir en su diócesis. A su muerte la sede quedó vacante, hasta que, el 5 de septiembre de 1678, debido a la pobreza de sus recursos económicos, fue confiada en la administración apostólica a Mark Forstall, obispo de Kildare. Los 4 sucesores de Forstall también fueron designados expresamente administradores apostólicos de Leighlin. Con el nombramiento de Stephen Dowdal, el 22 de diciembre de 1733, ya no se hizo referencia a la administración apostólica; simplemente Dowdal fue nombrado obispo de Kildare y Leighlin. Con esta decisión se sancionó la unión de hecho de los dos cargos, sin que haya existido nunca un acto formal al respecto. Desde entonces la diócesis de Leighlin dejó de existir y se integró a la de Kildare, renombrada diócesis de Kildare y Leighlin.

## Episcopologio
- San Goban † (antes de 626-630 falleció)
- San Laserian (o Molaise) † (circa 632-18 de abril de 638 o 639 falleció)
- San Manchin † (antes de 863-865 falleció)
- Condla MacDonegan † (?-943 falleció)
- Daniel † (?-969 falleció)
- Cleirec O'Muinic † (?-1048 falleció)
- Condla O'Flann † (?-1113 falleció)
- Sluagad O'Cathan † (?-1144 falleció)
- Dungall O'Kelly † (mencionado en 1152)
- Donat † (1158-1185 falleció)[nota 1]
- John, O.Cist. † (8 de septiembre de 1198-circa 1201 falleció)
- Harlewin, O.Cist. † (1201-1216 o 1217 falleció)
- Richard (o Robert) Fleming † (1217 consagrado-1226 falleció)
- William † (1227-1252 falleció)
- Thomas † (7 de enero de 1253-25 de abril de 1275 falleció)
- Nicholas Cheevers † (28 de septiembre de 1276-20 de julio de 1309 falleció)
- Maurice de Blancheville † (11 de noviembre de 1309-1320 falleció)
- Miler le Poer † (5 de noviembre de 1320-circa 1341 falleció)
- Ralph O'Kelly, O.Carm. † (6 de febrero de 1344-?)
- William of Saint-Léger † (?-mayo de 1348 falleció)
- Thomas de Brakenberg, O.F.M. † (20 de marzo de 1349-julio de 1360 falleció)
- John † (1360-1361 falleció)
  - William † (14 de enero de 1362-1362 falleció) (obispo electo)
- John Young † (20 de febrero de 1363-1370 falleció)
- Philip Petri, O.P. † (3 de marzo de 1371-?)
- John Griffin † (agosto de 1385-14 de mayo de 1400 nombrado obispo de Ossory)
- Richard Rocomb, O.P. † (1 de octubre de 1400-circa 1419 renunció)
- John Mulgan † (5 de julio de 1419-1431 falleció)
- Thomas Fleming, O.F.M. † (28 de abril de 1431-circa 1458 falleció)
- Dermod †
- Milo Roche † (3 de febrero de 1464-1483? falleció)
- John Caroys? † (10 de octubre de 1483-? falleció)
- Galcerandus de Andrea, O.F.M. ? † (15 de noviembre de 1484-?)
- Nicholas Maguire † (21 de abril de 1490-1512 falleció)
- Thomas Hulsay † (20 de mayo de 1513-1521 falleció)
- Maurice Doran, O.P. † (19 de enero de 1524-1525 falleció)
- Matthew Sanders † (10 de abril de 1527-principios de 1539 firmó el Acta de Supremacía y se volvió un obispo cismático anglicano)[nota 2]
  - Matthew Sanders † (principios de 1539-24 de diciembre de 1549 falleció) (obispo cismático anglicano)
  - Thomas Leverus † (24 de noviembre de 1541-1555 nombrado obispo de Kildare) (no tomó posesión)
  - Robert Travers † (5 de agosto de 1550 nombrado por el rey-1554 destituido por la reina María I) (obispo cismático anglicano)
- Thomas Offilay, O.E.S.A. † (27 de marzo de 1555-8 de mayo de 1559 Acta de Supremacía, continuó en el cargo como protestante, circa 1566 o 1567 falleció)[1]
- William Ephilii †
- Francisco Ribera, O.F.M. † (11 de septiembre de 1587-1604 falleció)
  - Sede vacante (1604-1642)
- Edmund Dempsey, O.P. † (10 de marzo de 1642-1661 falleció)
  - Sede vacante (1661-1678)
  - Sede dada en administración a los obispos de Kildare (1678-1733)